# Merklín (district de Karlovy Vary)
Pour les articles homonymes, voir Merklín.
Merklín (en allemand : Merkelsgrün) est une commune du district et de la région de Karlovy Vary, en Tchéquie. Sa population s'élevait à 936 habitants en 2021.

## Géographie
Merklín se trouve à 3 km au nord-nord-ouest de Hroznětín, à 11 km au nord de Karlovy Vary et à 116 km à l'ouest-nord-ouest de Prague.
La commune est limitée par Pernink, Abertamy et Jáchymov au nord, par Ostrov à l'est, par Hroznětín au sud, et par Nejdek à l'ouest.

## Histoire
La première mention écrite du village date de 1273.

## Transports
Par la route, Merklín se trouve à 15 km de Karlovy Vary, à 76 km de Chemnitz, à 96 km de Plzeň et à 141 km de Prague.